# Josh Huestis
Josh Sutton Huestis (ur. 19 grudnia 1991 w Webster) – amerykański koszykarz, występujący na pozycji skrzydłowego, obecnie zawodnik Cleveland Charge.
23 października 2021 został zawodnikiem Cleveland Charge.

## Osiągnięcia
Stan na 29 grudnia 2021.
NCAA
- Mistrz turnieju National Invitation Tournament (NIT – 2012)
- 2-krotnie zaliczony do składu Pac-12 All-Defensive Team (2013–2014)[2]